# 2 messidor
2 prairial 2 thermidor
Le duodi 2 messidor, officiellement dénommé jour de l'avoine, est le 272e jour de l'année du calendrier républicain.
C'était généralement le 20e jour du mois de juin dans le calendrier grégorien.